# St. Petri (Mühlhausen)
Die evangelische St.-Petri-Kirche (auch als Petrikirche bezeichnet) in Mühlhausen (Thüringen) ist ein 1356 fertiggestelltes und unter Denkmalschutz stehendes Baudenkmal. Die Kirche wurde vom Deutschen Orden in den Jahren 1352 bis 1356 erbaut.

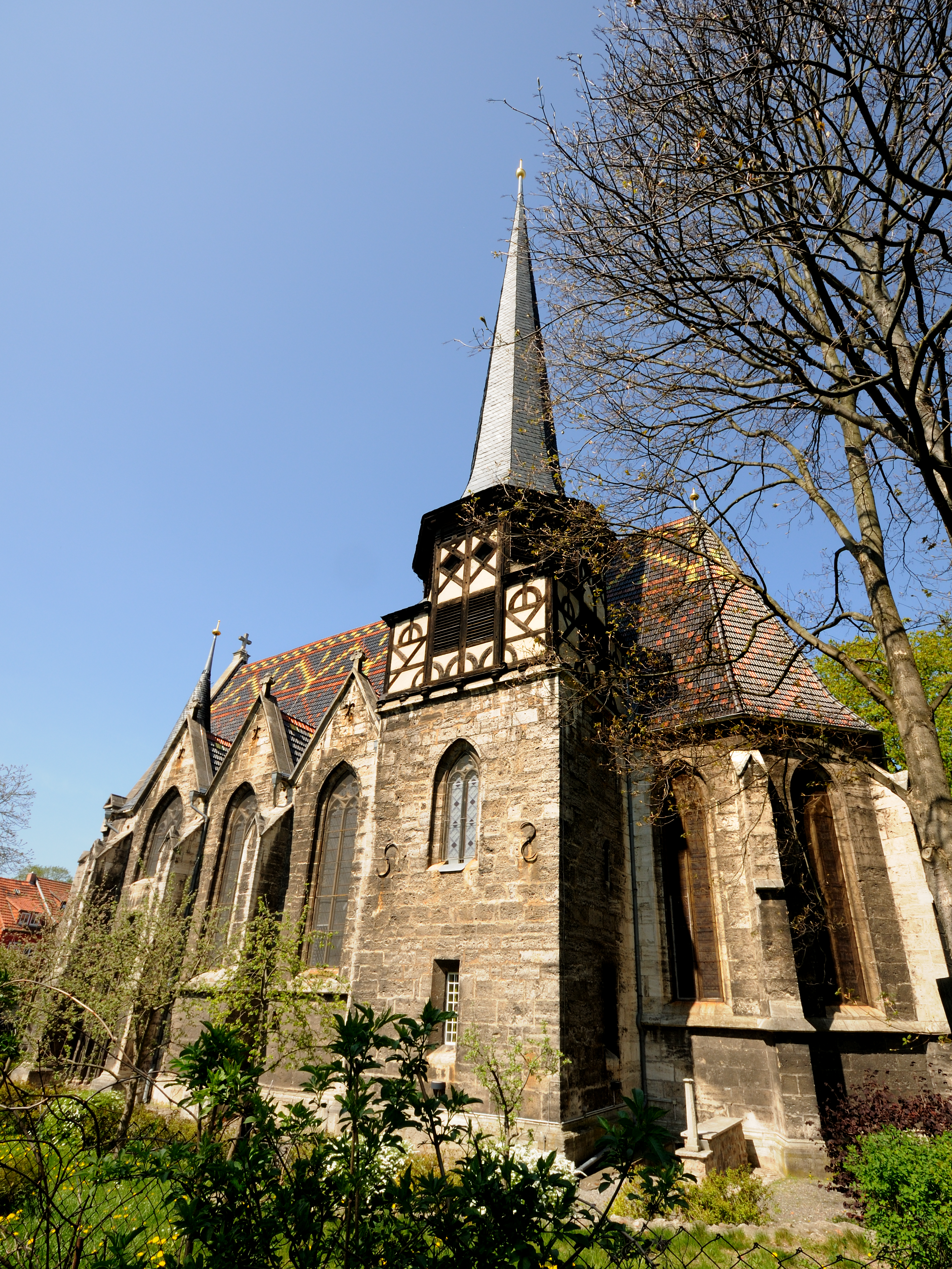
Außenansicht der Südseite

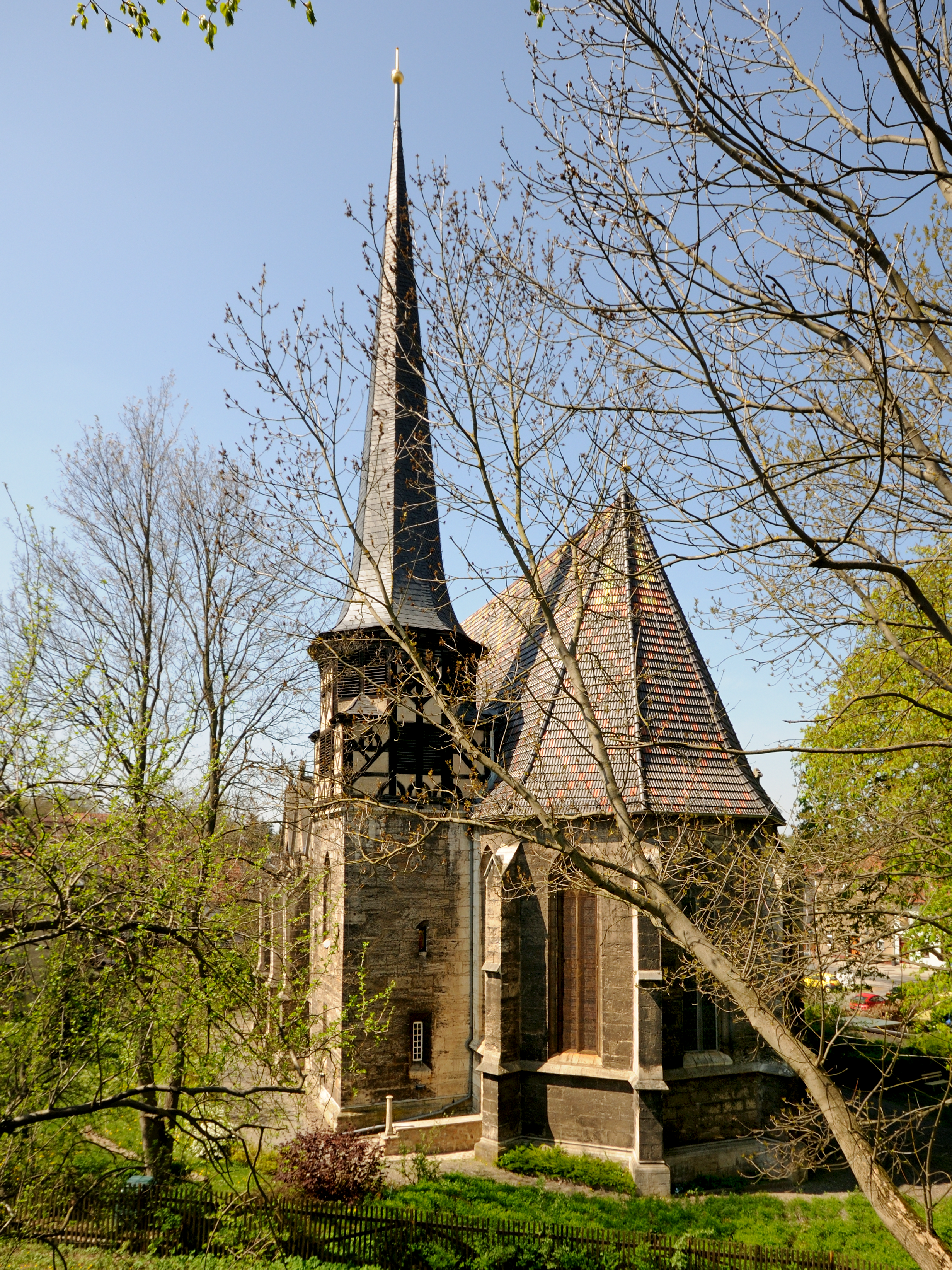
Außenansicht der Ostseite

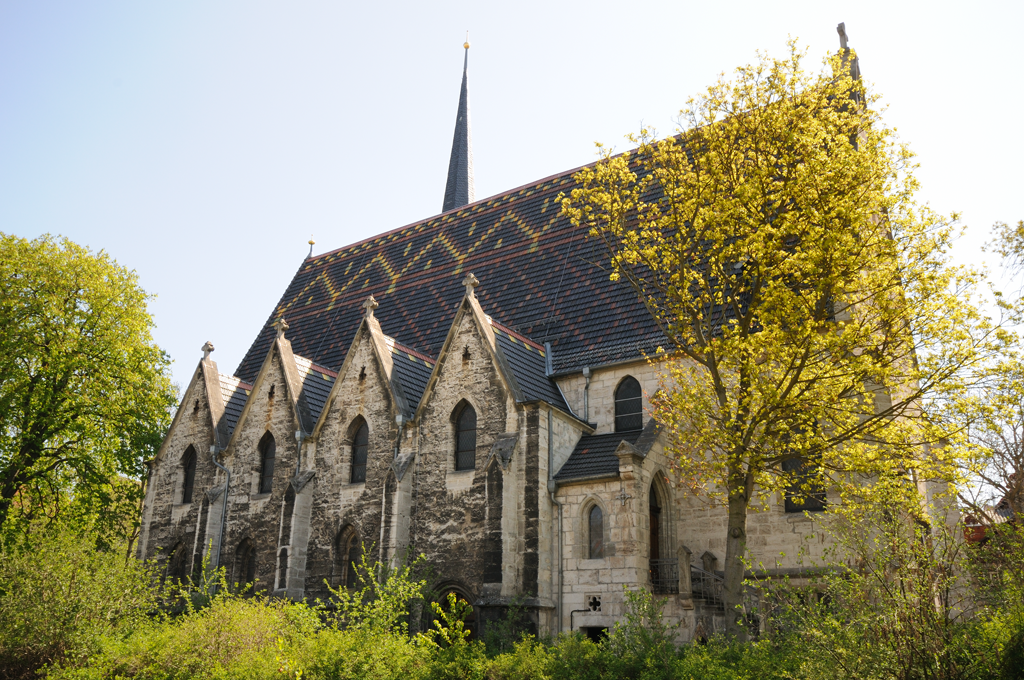
Außenansicht der Nordseite

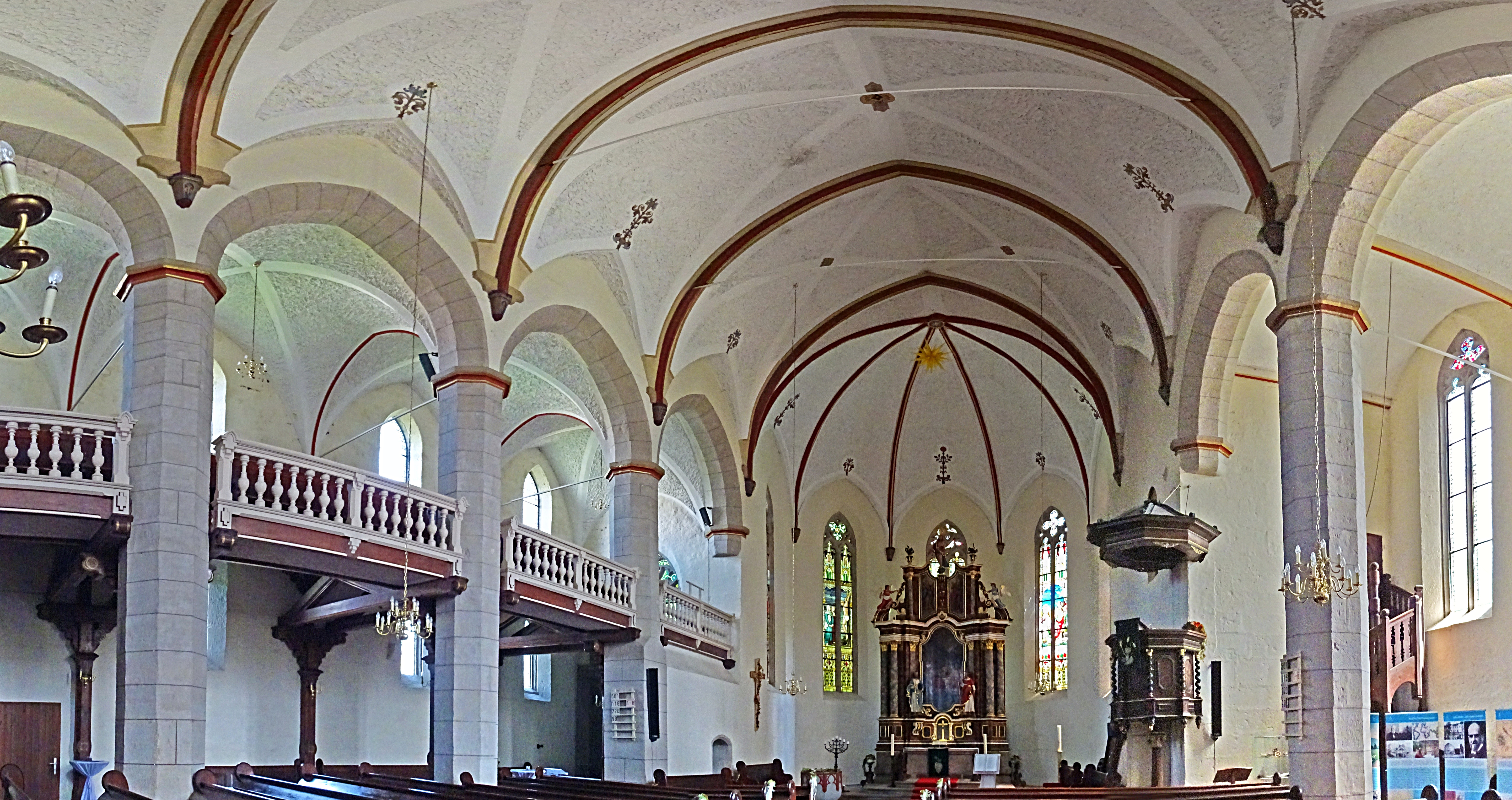
Innenraum-Panorama

## Geschichte

### Vorläufer
Der Ursprung der St.-Petri-Kirche zu Mühlhausen geht auf das Jahr 1250 zurück. Sie soll als Dankeskapelle für den Sieg der Mühlhäuser über die Grafen von Regenstein und Hohenstein an einer vorgelagerten Stadtmauer errichtet worden sein. Indiz dafür ist das an der Nordseite befindliche romanische Kirchenportal und eine ins Kirchenschiff ragende Außenmauer. Ebenso deutet die Größe der Fenster im Nordschiff auf ein spätromanisches Bauwerk hin.

### Gotische Kirche
1348 bis 1350 wurde um die Kirche der Pestfriedhof der Stadt eingerichtet. Eine neben der Kirche befindliche hölzerne Friedhofskapelle bestand noch bis ins 19. Jahrhundert.
Auf Drängen der Bewohner des „Petriviertels“ hat man von 1352 bis 1356 die St.-Petri-Kirche vergrößert und am 8. Oktober 1356 wurde sie von Gerlach von Nassau, Erzbischof von Mainz, per Dokument erneut in Dienst genommen. Die Kirche unterstand dem Deutschen Orden als Filiale der Marienkirche. Beim Mühlhäuser Stadtbrand 1422 stürzte das Gewölbe der Kirche ein. Beim Wiederaufbau erhielt sie Flachdecken. Nach der Reformation wurde die Kirche zur evangelischen Pfarrkirche erhoben. Daraufhin erhielt sie 1577 aus Teilen der abgerissenen Johanniskirche an der Westseite einen zweigeschossigen Anbau. Die Sakristei wurde mit einem Turm in Fachwerkbauweise aufgestockt. Der Turm hat eine auffällige nadelförmige Spitze.

### Neugotische Erneuerung
1893 bis 1895 wurde die gesamte Kirche nach Entwürfen des Architekten Gottfried Koethe im neogotischen Stil neu gestaltet. Die Doppelemporen wurden entfernt, das Westwerk komplett neu errichtet, das Dach gerichtet und mit glasierten farbigen Ziegeln versehen. 1904 wurden neue Chorfenster aus den Berliner Glasmalerwerkstätten eingesetzt.
Seither haben alle drei Schiffe wieder Gewölbe, das Mittelschiff eine Stichkappentonne mit Gurtbögen und aufgemalt angedeuteten Rippen, das Nordseitenschiff Kreuzgratgewölbe, das Südseitenschiff segmentbogige Querdonnen.

## Ausstattung

### Altar und Kanzel
Der Altar und die Kanzel der Kirche sind von der Tischlerei Ackermann 1746–1748 geschaffen worden. Nachkommen der Ackermann’schen Tischlerei sind noch heute aktiv in der Gemeinde tätig. Der barocke Altar wird von Petrus und Paulus flankiert. Im Zentrum befindet sich eine Abendmahlsszene. Christus selbst ist im Gefüge des Altars dreimal vorhanden: unmittelbar am Altartisch als Gekreuzigter, im Zentrum als der, der das Abendmahl einsetzt und in der Bekrönung als Auferstandener. Der Altar wurde 1980 restauriert, dabei sind die Seitenflügel zugunsten des Gesamtbildes des Innenraumes der Kirche entfernt worden.

### Taufstein
Der Taufstein stammt aus der Zeit 1352–1356 und gilt als der älteste Taufstein in Mühlhausen.

### Glocken
Die älteste und heute noch in Betrieb befindliche Glocke stammt aus dem Jahre 1482. 2001 konnte die Gemeinde nach dem Absturz der gusseisernen 2,4-Tonnen-Glocke zwei neue Bronzeglocken in der Glockengießerei Lauchhammer bei Dresden gießen lassen. Der mittelalterliche Glockenstuhl ist nach Untersuchungen wieder in originaler Funktionsweise instand gesetzt worden. Damit verfügt die St.-Petri-Kirche heute über ein Turmgeläut mit vier Glocken.
Übersicht
| Glocke | Name         | Gussjahr | Gießer                      | Durchmesser | Gewicht  | Schlagton |
| ------ | ------------ | -------- | --------------------------- | ----------- | -------- | --------- |
| 1      | Dankesglocke | 1927     | Schilling & Lattermann      | 1682 mm     | 2250 kg0 | dis′      |
| 2      | Petrusglocke | 1482     | Walter Sele                 | 1080 mm     | 800 kg   | fis′      |
| 3      | Gebetsglocke | 2001     | Glockengießerei Lauchhammer | 0880 mm     | 512 kg   | a′        |
| 4      |              | 2001     | Glockengießerei Lauchhammer | 0700 mm     | 212 kg   | d″        |

### Sonstige Ausstattung
Infolge des Ersten Weltkrieges erhielt die Nordkapelle ein Mahnmal für die Opfer des Krieges. Dies schuf der wohl bekannteste Mühlhäuser Bildhauer Walter Krause. Das Mahnmal galt seinerzeit in seinem Kriegsprotest als sehr mutig und zeigt den „Empörten Christus“ vor einer Tafel mit Namen gefallener Soldaten. Käthe Kollwitz äußerte sich sehr lobend über dieses Kunstwerk.

## Orgel und Kirchenmusik

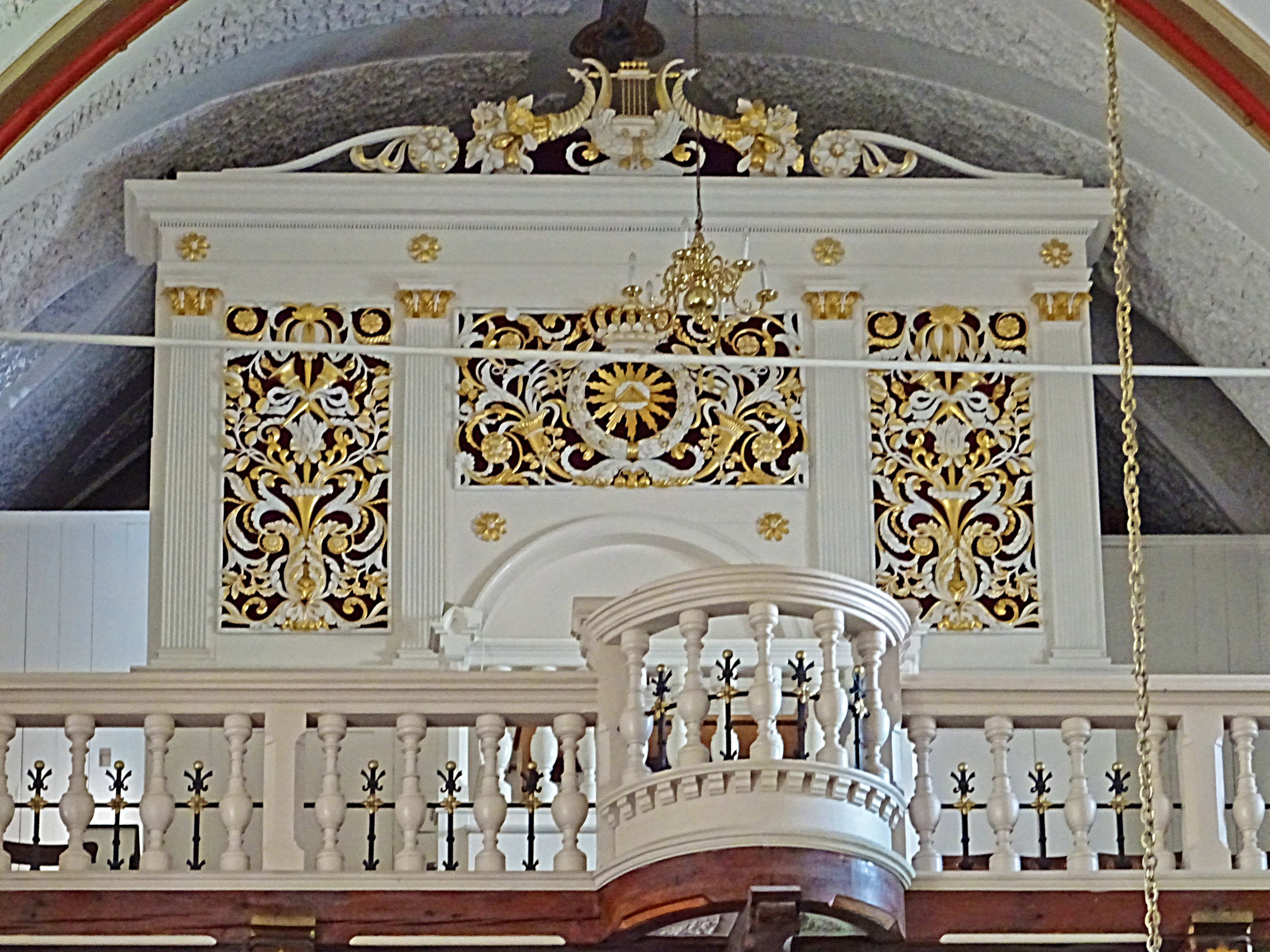
Orgelprospekt mit Schnitzwerk

Der Mühlhäuser Orgelbaumeister Christoph Wender schuf 1713 eine Orgel für die Petrikirche. Die Orgel wurde durch spätere Umbauarbeiten zerstört und schließlich entfernt. Heute befindet sich eine Orgel der Firma Rühlmann aus dem Jahre 1910 in der Kirche, die 2009 bis 2010 aufwändig restauriert wurde. Bedeutungsvoll ist der aus dem Jahre 1833/34 stammende Biedermeier-Prospekt der Orgelbaufirma Schulze aus Paulinzella, die vorübergehend in Mühlhausen ihre Niederlassung hatte.
| I Manual C– |                 |       |
| 1.          | Gedackt         | 8′    |
| 2.          | Rohrflöte       | 8′    |
| 3.          | Gemshorn        | 8′    |
| 4.          | Gambe           | 8′    |
| 5.          | Principal       | 8′    |
| 6.          | Fluteharm       | 4′    |
| 7.          | Oktave          | 4′    |
| 8.          | Bordun          | 16′   |
| 9.          | Rauschquinte II | 2 ⁄3′ |
| 10.         | Mixtur III-V    |       |
| 11.         | Trompete        | 8′    |

| II Manual C– |                  |     |
| 12.          | Principal        | 8′  |
| 13.          | Flauto traverso  | 8′  |
| 14.          | Doppelflöte      | 8′  |
| 15.          | Geigenprincipal  | 8′  |
| 16.          | Flauto amato     | 4′  |
| 17.          | Fugara           | 4′  |
| 18.          | Lieblich gedackt | 16′ |
| 19.          | Harmaetherea III |     |
| 20.          | Oboe             | 8′  |
| 21.          | Voix celeste     | 8′  |

| Pedal C– |               |     |
| 22.      | Harmonikabass | 16′ |
| 23.      | Subbaß        | 16′ |
| 24.      | Violon        | 16′ |
| 25.      | Cello         | 8′  |
| 26.      | Principalbass | 8′  |
| 27.      | Oktave        | 8′  |
| 28.      | Posaune       | 16′ |

- Koppeln: II/I (auch als Superoktavkoppel), I/P, II/P
- Nebenzüge: Schwellpedal, Registerrollerschweller, Piano-Pedal, Calcant

Organist von St. Petri ist seit 2001 der Mühlhäuser Komponist Christian Kropp. Er hat im Verlag Daniel Kunert zahlreiche Orgelwerke veröffentlicht, die speziell für die spätromantische Disposition der Rühlmann-Orgel komponiert wurden, z. B. die beiden großen Sammlungen Hymnen und Cantilenen sowie Intraden und Kanzonen. Für das traditionelle Kirmeskonzert wurde in den letzten Jahren „Eine italienische Fantasie“, „Eine Kirmes-Fantasie“ und die „Operettenmelodien“ geschrieben und veröffentlicht. 2025 wird zu den Festlichkeiten anlässlich des 500-jährigen Bauernkriegsjubiläums in St. Petri die „Mühlhäuser Müntzer Musik“ des Komponisten uraufgeführt. Dieses Werk ist in einer Fassung für Posaunenchor bereits am 5. April 2025 zur Einweihung der Dürer-Säule in Mühlhausen vorab aufgeführt worden. Daneben sind 2025 das Choralwerk, eine Sammlung von Choralvorspielen, und das Heitere Orgelalbum erschienen.

## Fotos des Innenraums

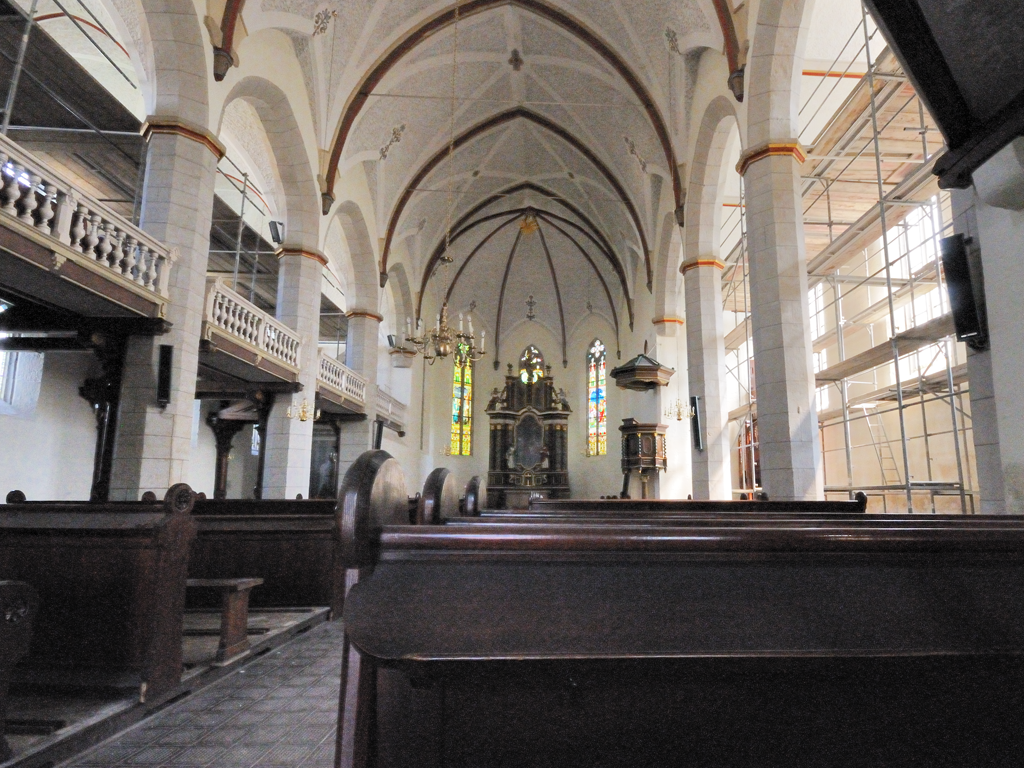
Kirchenraum
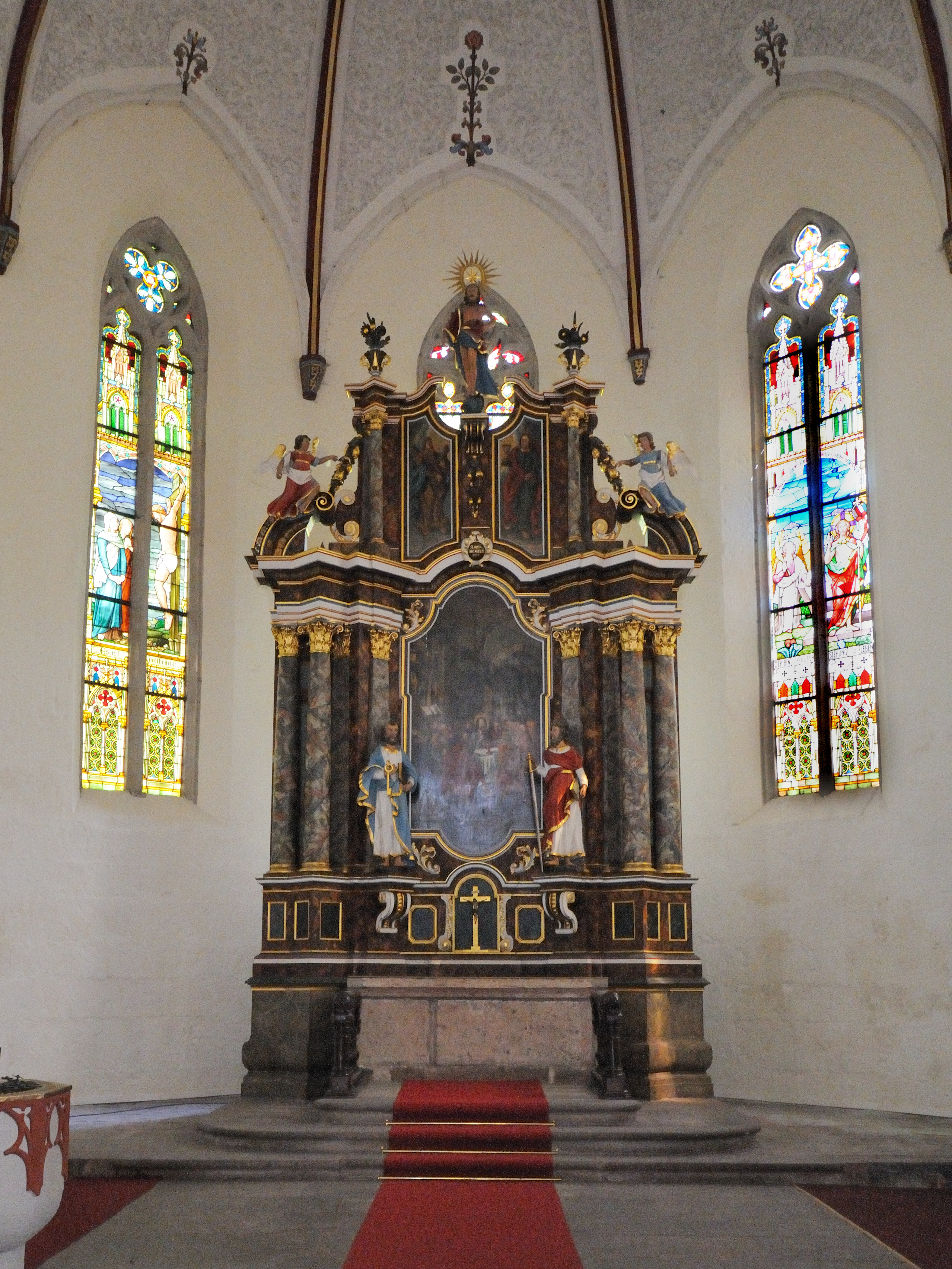
Altar
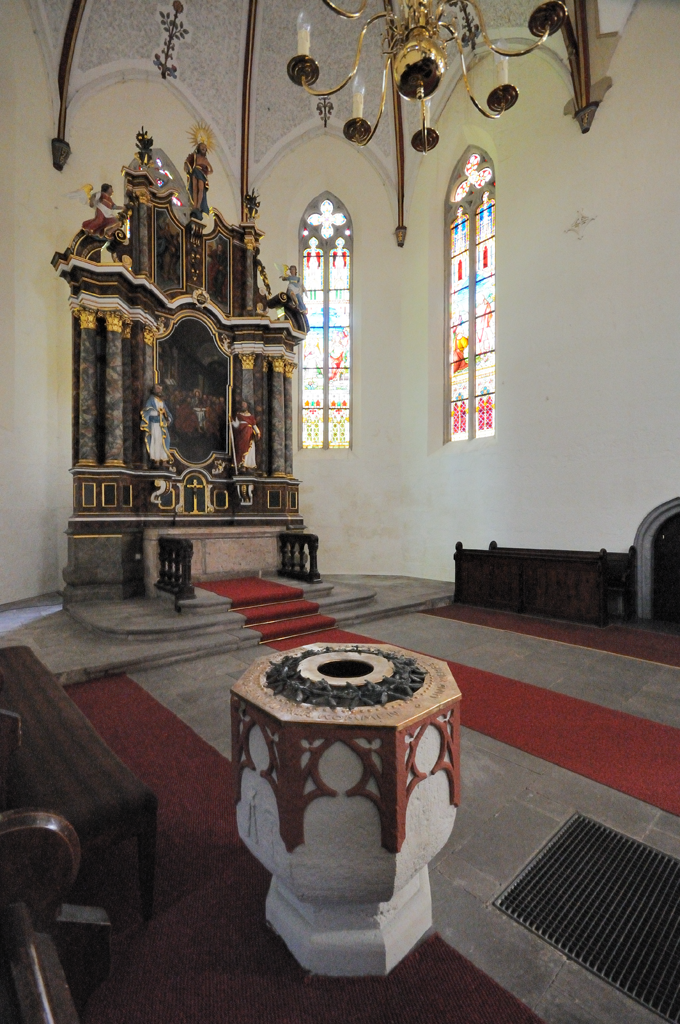
Taufstein